# Waal (Beieren)
Waal is een vlek (Markt) in de Duitse deelstaat Beieren, en maakt deel uit van het Landkreis Ostallgäu.
Waal telt 2.353 inwoners.
Waal behoort sinds 1978 tot de zogenaamde Verwaltungsgemeinschaft Buchloe, waartoe ook de buurgemeenten Jengen en Lamerdingen behoren. Dit gemeentelijke samenwerkingsverband wordt bestuurd vanuit het stadje Buchloe.

## Indeling en bevolkingscijfers van de gemeente
- Waal zelf 1.608
- Bronnen 226
- Emmenhausen 269
- Waalhaupten 310

Totaal: 2.413 inwoners. Peildatum: 1 maart 2022.

## Geografie, infrastructuur
Waal ligt ten zuidoosten van het stadje Buchloe. In het oosten grenst Waal aan Landsberg am Lech.
Voor plattegronden van Waal en de drie grootste tot deze gemeente behorende dorpen, zie de website van de gemeente:.
Enkele kilometers ten noorden van Waal loopt de Autobahn A 96.
Enkele kilometers ten westen van Waal loopt de Bundesstraße 12.
Waal is, voor zover bekend, alleen per openbaar vervoer bereikbaar met de streekbus Kaufbeuren - Waal - Buchloe v.v.. Deze rijdt alleen op maandag t/m vrijdag overdag.

## Geschiedenis
Waal verkreeg in 1444 het marktrecht uit handen van keizer Frederik III.
Historische gebeurtenissen van belang zijn verder niet overgeleverd.

## Bezienswaardigheden
Waal en de drie bijbehorende dorpen beschikken alle over een architectonisch interessante, rooms-katholieke dorpskerk. Zie onderstaande afbeeldingen.
In Waal wordt op onregelmatige tijden een passiespel opgevoerd. Daartoe is in het dorp een speciaal theatergebouw aanwezig.

## Afbeeldingen

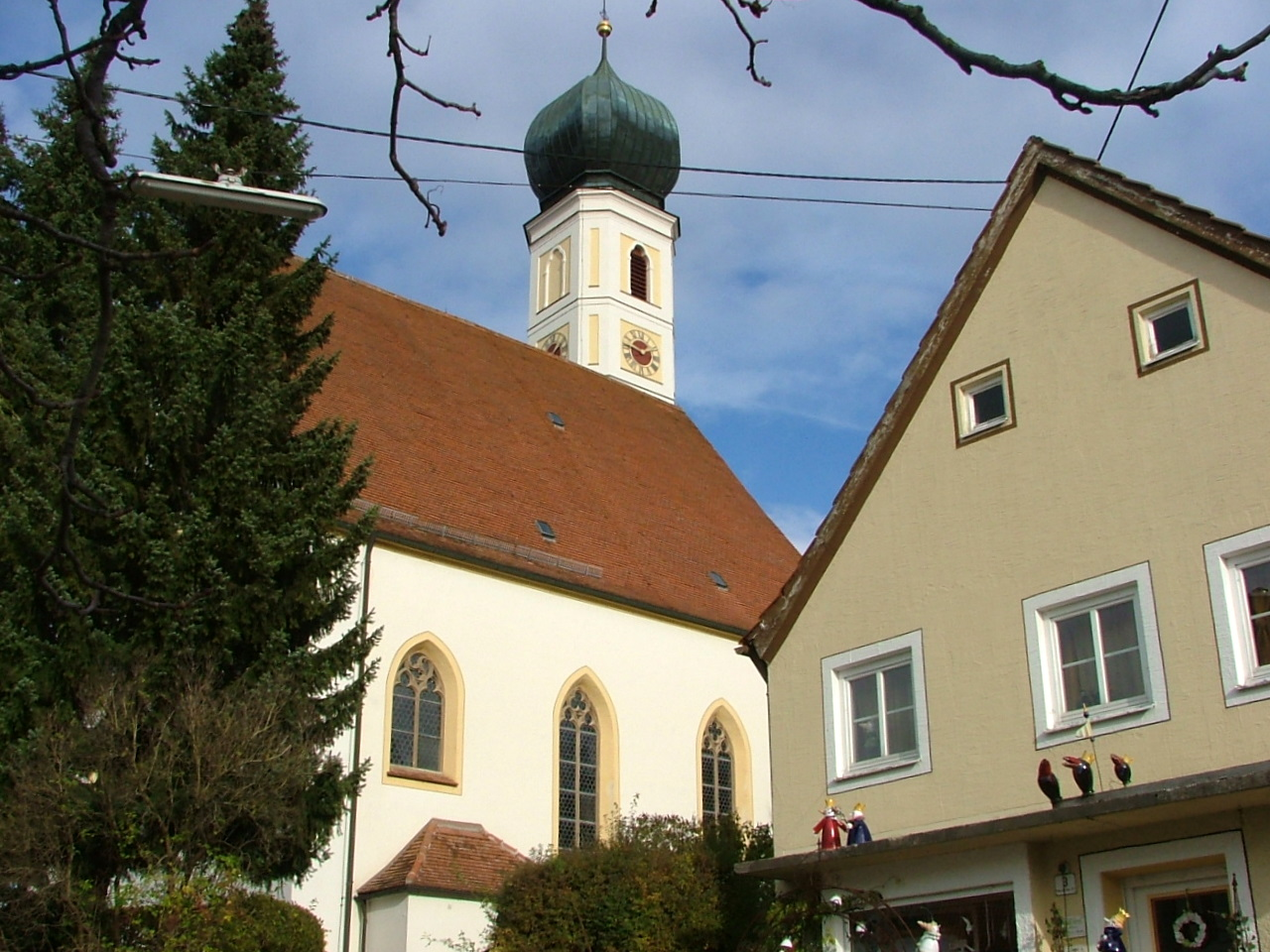
St. Annakerk, Waal
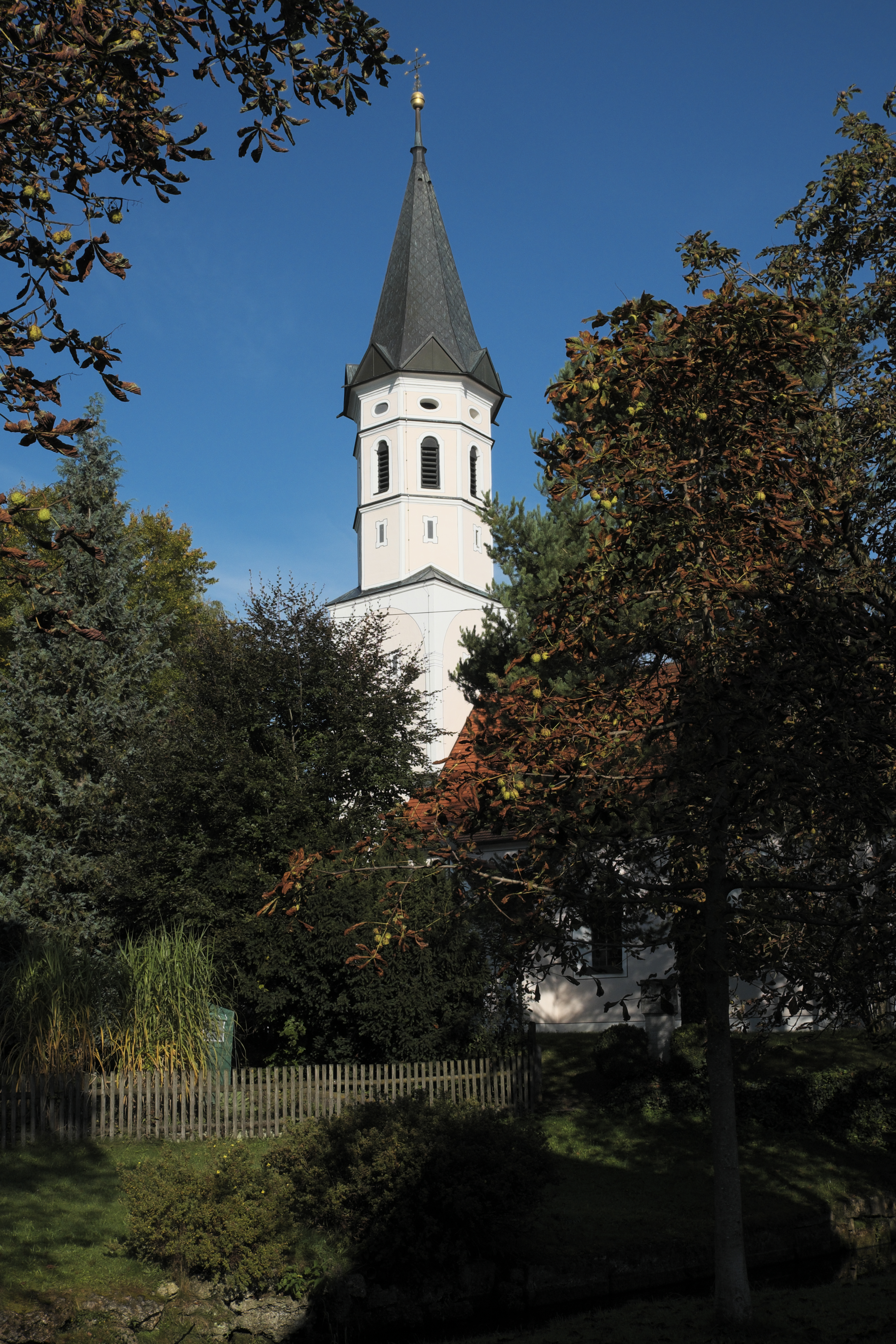
St. Nicolaaskerk, Waal
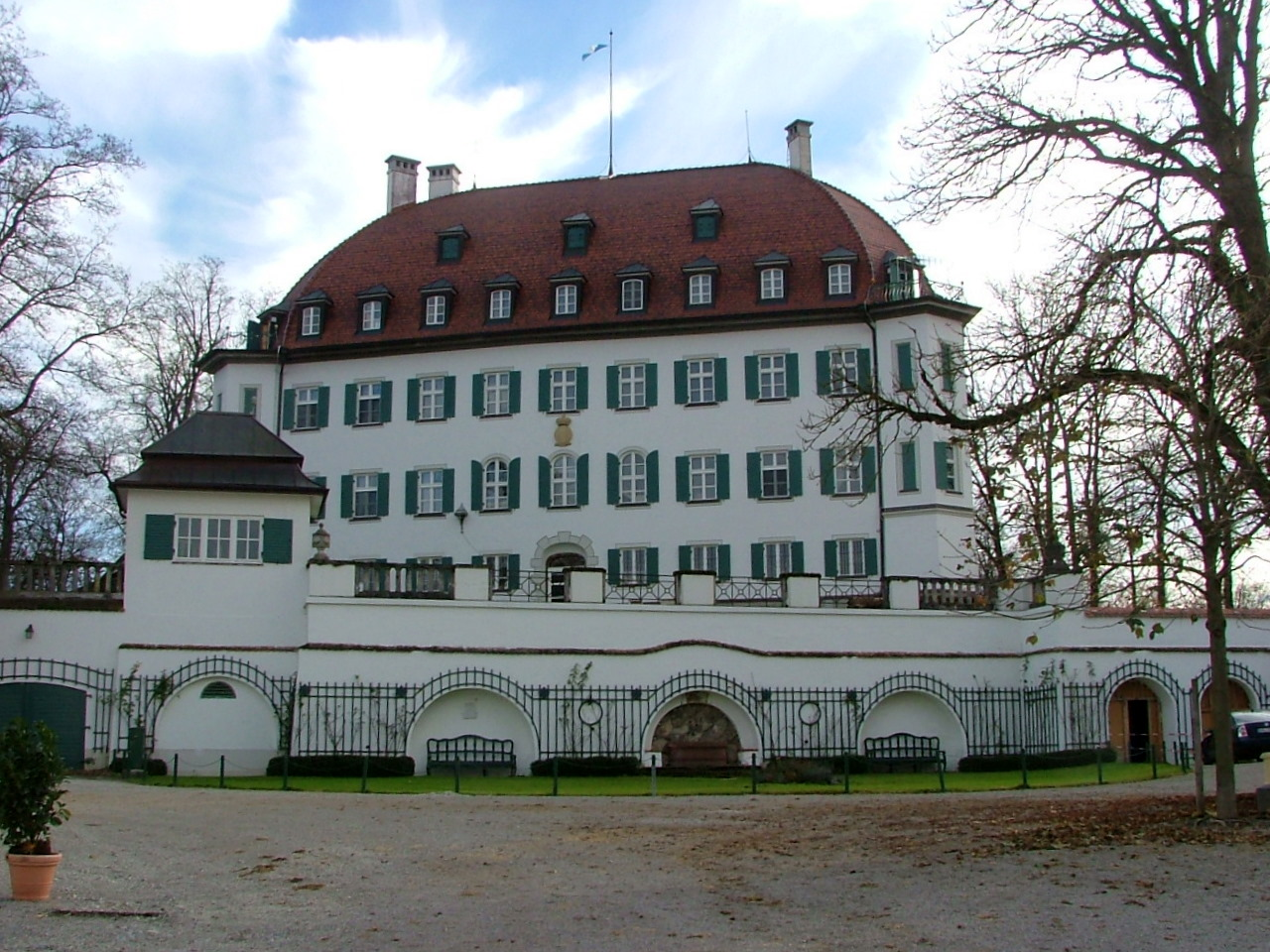
Kasteel Waal
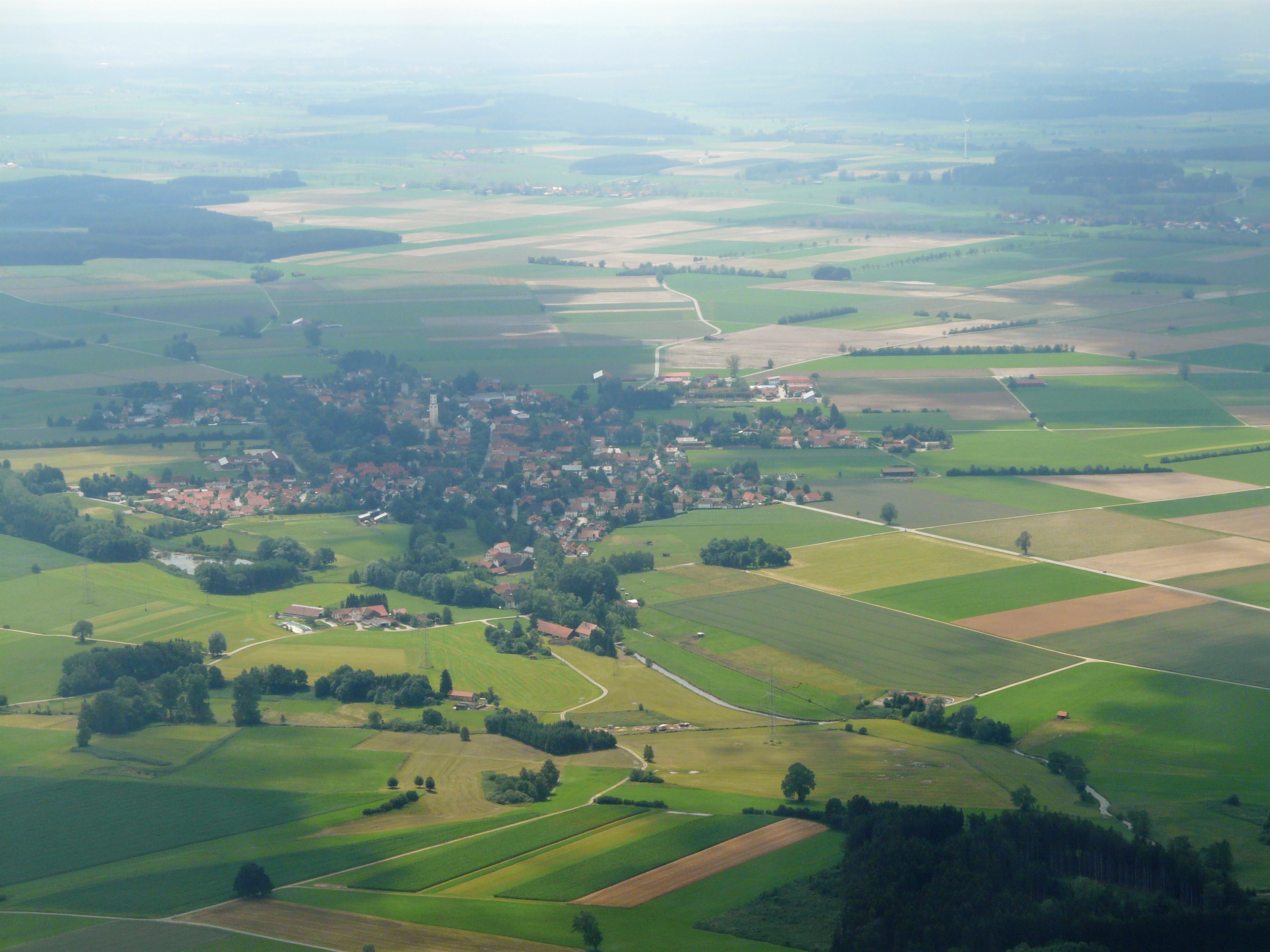
Luchtfoto van Waal

Aitrang ·
Baisweil ·
Bidingen ·
Biessenhofen ·
Buchloe ·
Eggenthal ·
Eisenberg ·
Friesenried ·
Füssen ·
Germaringen ·
Görisried ·
Günzach ·
Halblech ·
Hopferau ·
Irsee ·
Jengen ·
Kaltental ·
Kraftisried ·
Lamerdingen ·
Lechbruck a.See ·
Lengenwang ·
Marktoberdorf ·
Mauerstetten ·
Nesselwang ·
Obergünzburg ·
Oberostendorf ·
Osterzell ·
Pforzen ·
Pfronten ·
Rettenbach a.Auerberg ·
Rieden ·
Rieden am Forggensee ·
Ronsberg ·
Roßhaupten ·
Rückholz ·
Ruderatshofen ·
Schwangau ·
Seeg ·
Stötten a.Auerberg ·
Stöttwang ·
Unterthingau ·
Untrasried ·
Waal ·
Wald ·
Westendorf